# Buigny-Saint-Maclou
Buigny-Saint-Maclou (picardisch: Bugny-Saint-Maclou) ist eine nordfranzösische Gemeinde mit 522 Einwohnern (Stand 1. Januar 2022) im Département Somme in der Region Hauts-de-France. Die Gemeinde liegt im Arrondissement Abbeville und ist Teil der Communauté de communes Ponthieu-Marquenterre und des Kantons Abbeville-1.

## Geographie
Die Gemeinde liegt unmittelbar nördlich an Abbeville anschließend an der früheren Route nationale 1. Innerhalb der Gemeindegrenzen liegt der Flugplatz von Abbeville mit drei Pisten (davon eine befestigt). Zur Gemeinde gehören die Siedlung Les Épis und die isolierten Gehöfte Bonneval, Blanche Abbaye und Saint-Nicolas-des-Essarts. Das Gemeindegebiet liegt im Regionalen Naturpark Baie de Somme Picardie Maritime.

## Geschichte
Bis ins 14. Jahrhundert war der Ort ein Gut der Templer.

## Einwohner
| 1962 | 1968 | 1975 | 1982 | 1990 | 1999 | 2006 | 2011 |
| ---- | ---- | ---- | ---- | ---- | ---- | ---- | ---- |
| 352  | 335  | 292  | 467  | 548  | 523  | 520  | 515  |

## Verwaltung
Bürgermeister (maire) ist seit 2008 Éric Mouton.

## Verkehr
- Flugplatz Abbeville-Drucat

## Sehenswürdigkeiten

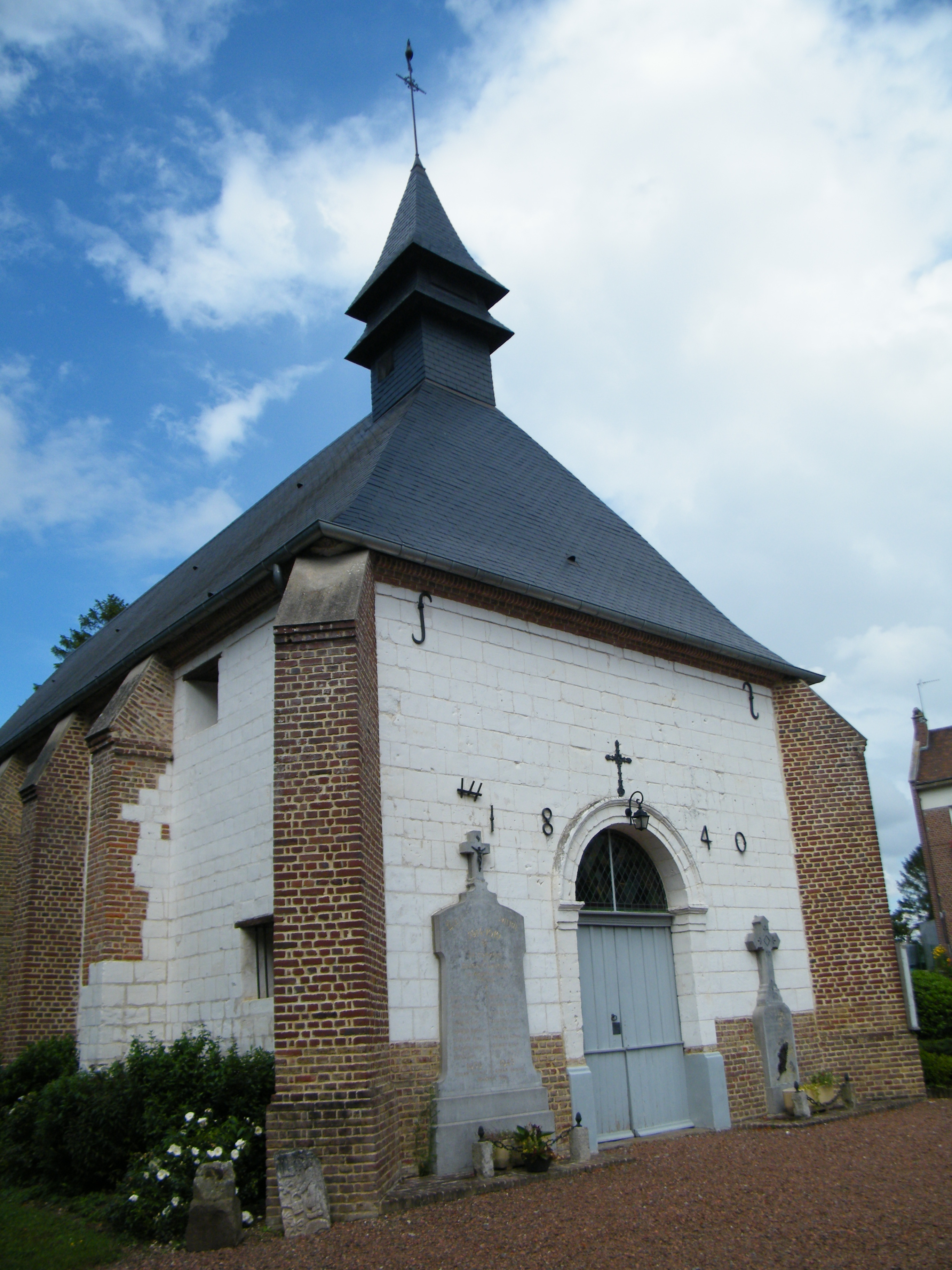
Kirche Saint-Maclou
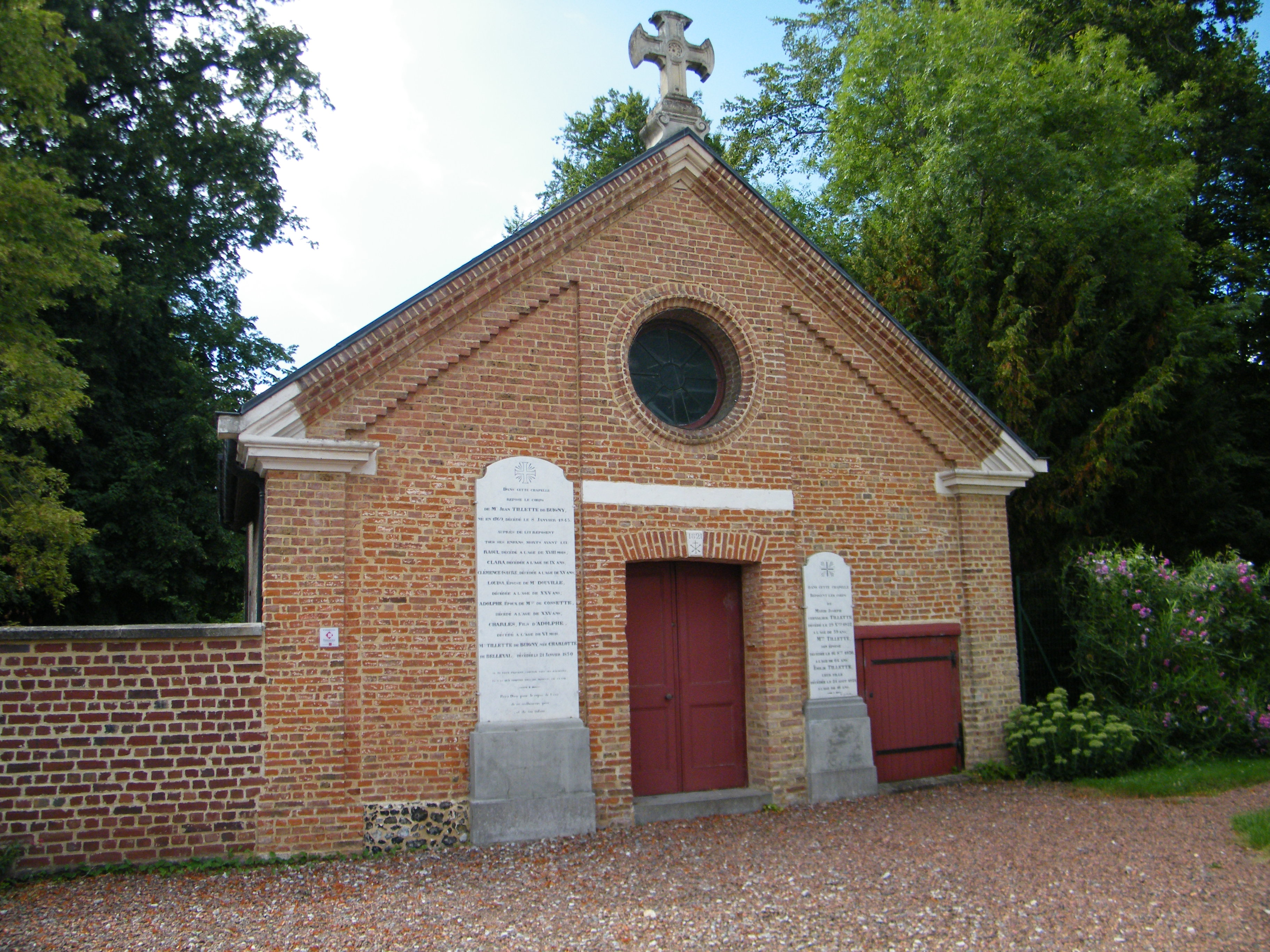
Grabkapelle
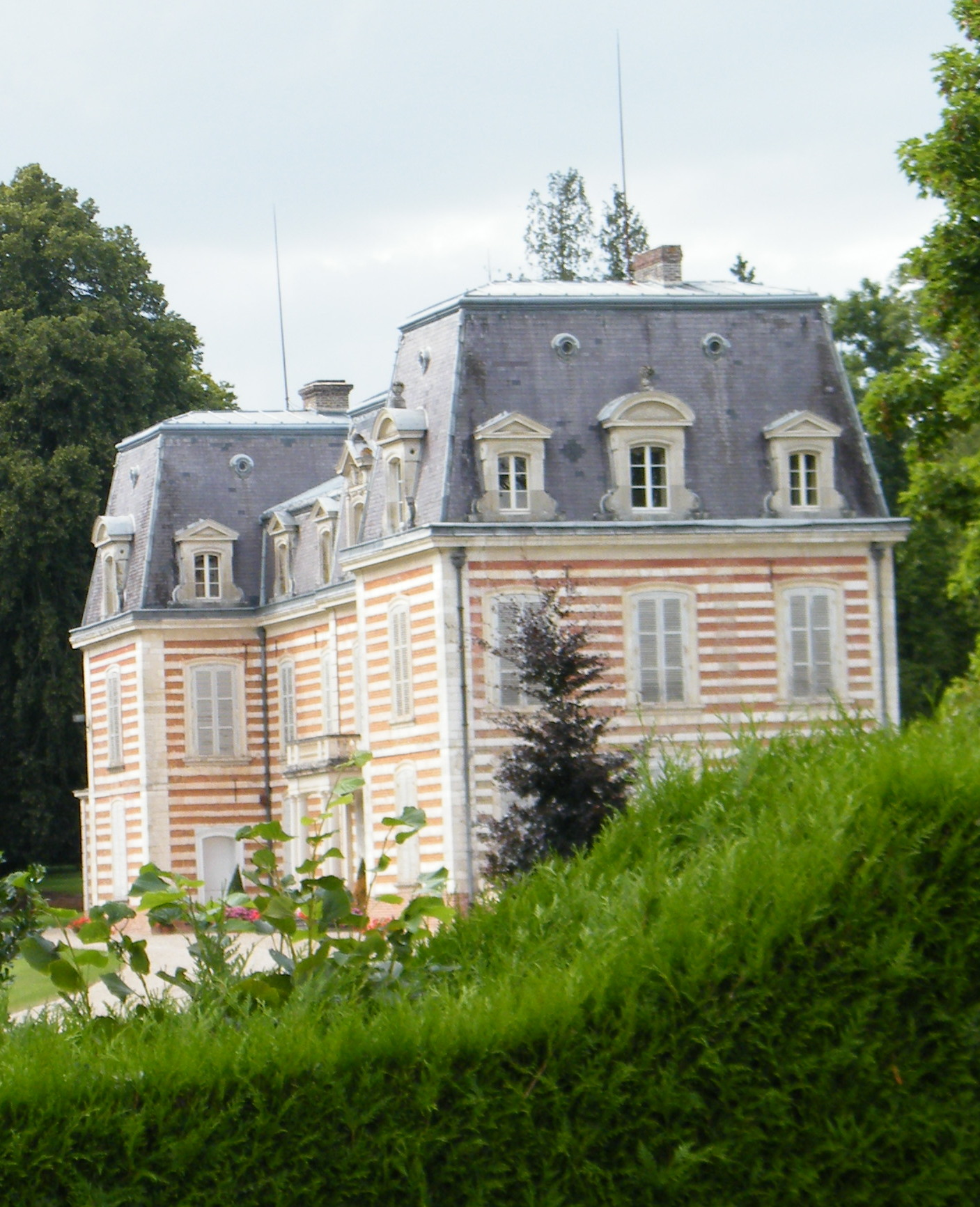
Schloss
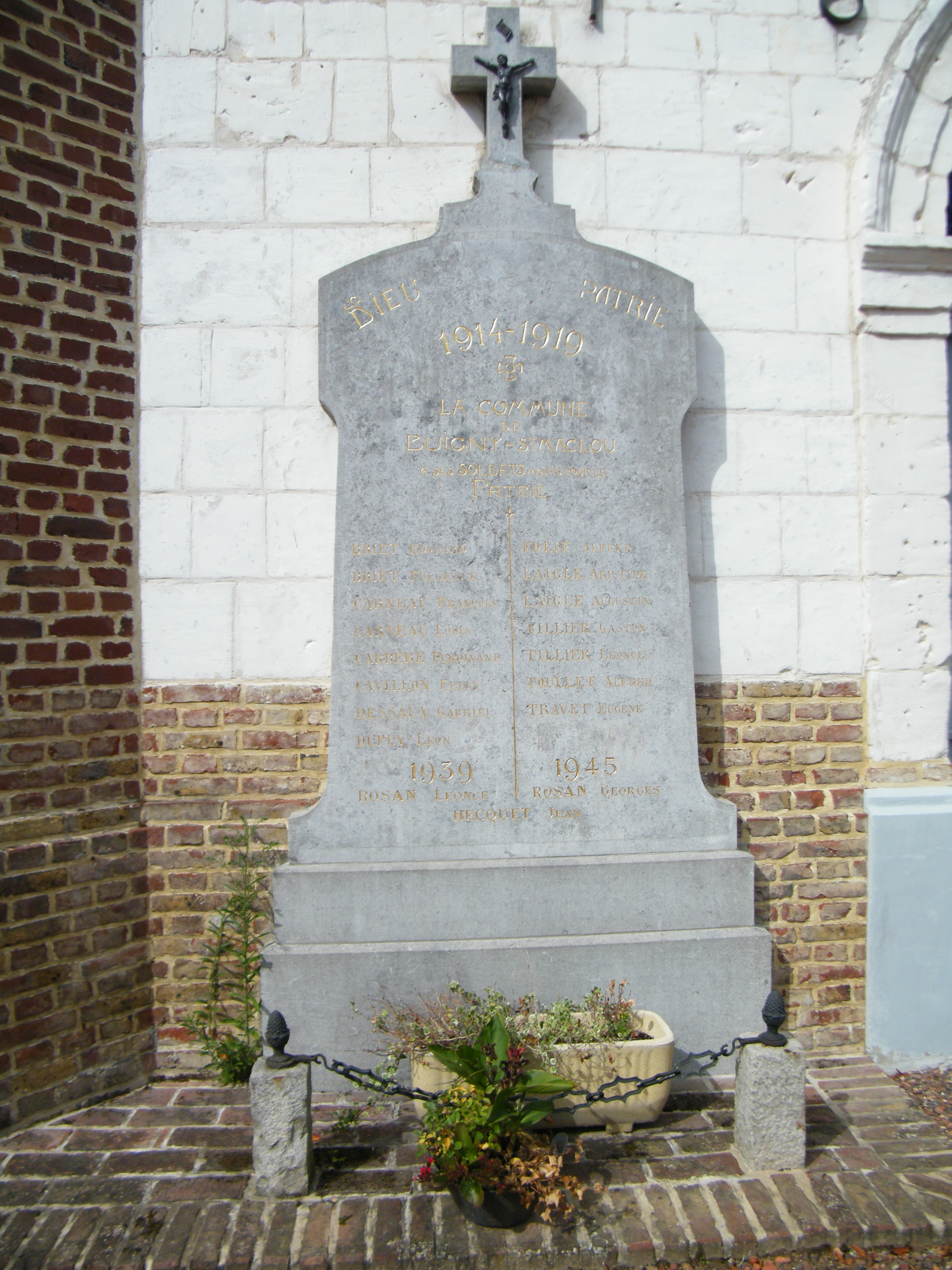
Kriegerdenkmal
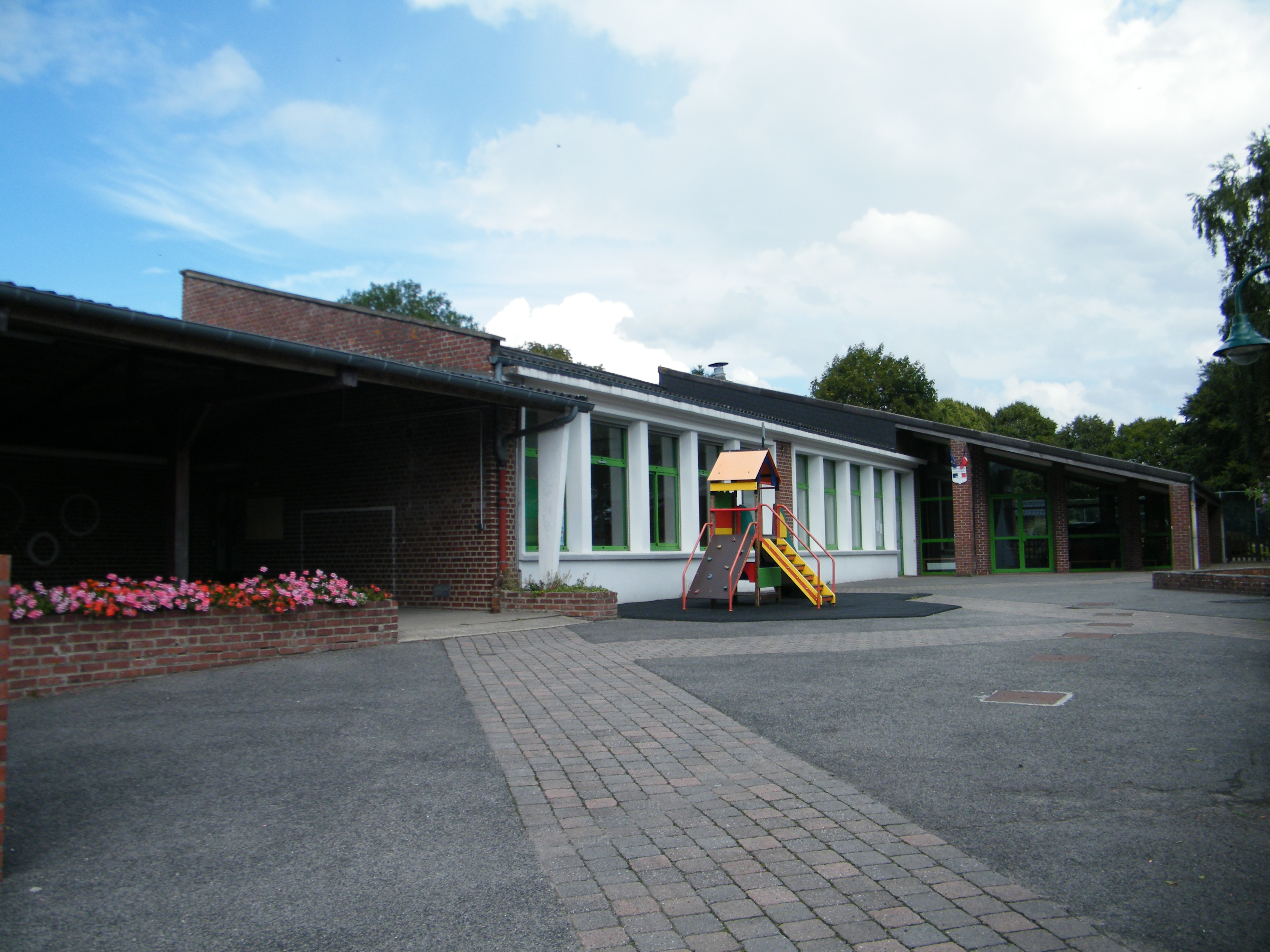
Schule

- Kirche Saint-Maclou vom Ende des 16. Jahrhunderts mit einer Reliquie des Kirchenpatrons
- Grabkapelle der Familie Tillette